# Перициклічна реакція
Перициклічна реакція (англ. pericyclic reaction) — хімічна реакція, що протікає через повністю кон'югований перехідний стан, тобто де відбувається узгоджена перебудова зв'язків між
атомами при циклічній організації останніх (циклоприєднання, хелетропні, електроциклічні реакції, сигматропні перегрупування та ін.). Термічні перициклічні реакції йдуть через гюккелівські ароматичні перехідні стани.
Багатоцентрова реакція (англ. multi-centre reaction) — реакція, де в циклічному перехідному стані відбувається одночасно розрив та утворення кількох зв'язків. Під числом центрів у цьому випадку розуміють число початково не зв'язаних атомів, між якими утворюються нові зв'язки (старі з іншими атомами рвуться) в перехідному стані. Це число не обов'язково збігається з числом атомів у циклі перехідного стану перициклічної реакції (тобто з числом усіх атомів, між якими розриваються чи утворюються зв'язки).
Термін вважається застарілим, IUPAC рекомендує синонім — перициклічна реакція.